# Neosminthurus natalicia
Neosminthurus natalicia is een springstaartensoort uit de familie van de Sminthuridae. De wetenschappelijke naam van de soort is voor het eerst geldig gepubliceerd in 1974 door Ellis.